# ガンバスター (アーケードゲーム)
『ガンバスター』(GUNBUSTER)は、1992年にタイトーが発売したアーケードゲーム。基本的にはガンシューティングゲームに分類されるが、FPSの要素も含む。

## ゲームの概要
ひとつの筐体に画面が2つと移動用ジョイスティックが2つ、そして射撃用のガンコントローラーが4個備わっており、2チームに分かれて対戦できることが大きな特徴である。（ガンコントローラーは照準に使うほか、横一杯まで向けることによって振り向き動作も可能）
当時はまだFPSブームの黎明期であり、『ウルフェンシュタイン3D』や『DOOM』といったヒット作でも1軸照準の一人プレイ用であった。反面本作は2軸照準や対戦プレイが可能であり、ビデオゲームの歴史上きわめて画期的な仕様といえる。しかしながらFPSにとって肝心な移動や弾避けが本作では大味であり、またガンシューティングで対戦するという習慣もなかったことからヒットには至らなかった。

### 一人プレイ・協力プレイ
フィールド内（場合によっては外）を移動する敵キャラクターを追いかけて攻撃する。

### 対戦プレイ
1チーム1～2名の2チームに分かれ、迷路フィールドを移動しながら撃ち合う。

## 類似作品
その後『ガンメンウォーズ』や『ガンサバイバーシリーズ』など、本作に類似したユーザーインターフェイスを持つゲームがいくつか登場したものの、一般化するまでには至っていない。
マウスによる照準が一般化した現在のFPS事情から見れば、ガンコントローラーを使用した場合は移動と照準を同時にこなすことが煩雑であり、かえって直感的でないと考えられているようである。現実問題としてナムコは『カウンターストライク』、タイトー自身も『ハーフライフ2』といったPC用FPSをそれぞれアーケード用に移植している（後者の照準はスティックによるが、座席横に配されておりマウス風の操作感覚が意識されている。）。
1. ↑  但し、2007年末に発売されたナムコのアーケードガンシューティングゲーム：『タイムクライシス4』の家庭版では、オリジナルモードとして、『ガンコンFPS』があり、ガンコン3に装着されているふたつのアナログスティックでキャラクターの移動を（主観視点で）行い、今までのガンシューティングゲームと同様、（主観視点で）敵を撃つというシステムを採用している。